# Obreck
Obreck – miejscowość i gmina we Francji, w regionie Grand Est, w departamencie Mozela.
Według danych na rok 1990 gminę zamieszkiwało 46 osób, a gęstość zaludnienia wynosiła 14 osób/km² (wśród 2335 gmin Lotaryngii Obreck plasuje się na 999. miejscu pod względem liczby ludności, natomiast pod względem powierzchni na miejscu 1153.).